# Johan Theodoor van Beieren

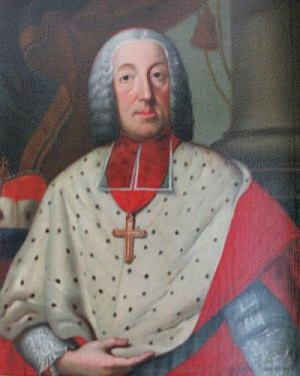
Portret als kardinaal

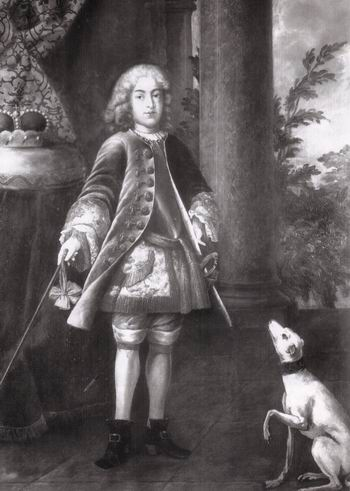
Johan Theodoor als kind

Johan Theodoor van Beieren (München, 3 september 1703 — Luik, 27 januari 1763) was bisschop van Regensburg en Freising en prins-bisschop van Luik.
Als zoon van keurvorst Maximiliaan II Emanuel van Beieren en Theresia Kunigunde Sobieska volgde hij in 1719 zijn broer Clemens August I op in Regensburg. In 1727 werd hij bisschop van Freising. Hij ontving in 1730 de bisschopswijding, werd op 10 maart 1744 ook prins-bisschop van Luik (hij bleef dat tot zijn dood) en in 1746 kardinaal.
In Luik drong onder zijn bewind de Verlichting door. Johan Theodoor van Beieren en zijn eerste minister Maximiliaan-Hendrik van Horion stonden niet geheel afwijzend tegenover de Verlichting en in 1756 werd de Journal encyclopédique met de hoofdredacteur Pierre Rousseau aangetrokken. De vergunning hiervoor werd echter na de veroordeling door de universiteit van Leuven weer ingetrokken.
De verhoudingen tussen Oostenrijk en Beieren waren slecht omdat ze, net als in de Spaanse Successieoorlog, in de Oostenrijkse Successieoorlog tegenover elkaar stonden. Oostenrijk werd door een serie van oorlogen gedwongen het zilvergehalte van het geld te verlagen, ook in de Oostenrijkse Nederlanden. Luik maakte hier gebruik van door het oude zilvergeld in te wisselen voor enorme hoeveelheden minderwaardig Luiks kopergeld, terwijl het zilver werd verwerkt tot Luikse zilverstukken op de nieuwe Oostenrijkse voet. Hierdoor liepen de Oostenrijkers veel schade op; niet alleen werd de economie overspoeld met Luiks kopergeld, maar men liep ook nog de inkomsten van de hermunting mis. In feite voerde het Huis Wittelsbach een economische oorlog tegen het Huis Habsburg. In 1753 kwam het tot een rechtszaak voor de keizerlijke rechtbank, die de Luikse prins-bisschoppen het muntrecht afnam. Nadien is alleen nog aangemunt als de stoel van de prins-bisschop onbezet was (sede vacante).
Hij werd begraven in de Sint-Lambertuskathedraal van Luik en zijn hart werd bijgezet in de kapel van Altötting.

## Kwartierstaat
| Maximiliaan I van Beieren (1573-1651)       | Maximiliaan I van Beieren (1573-1651)       | Maximiliaan I van Beieren (1573-1651)       | Maximiliaan I van Beieren (1573-1651)       | Maximiliaan I van Beieren (1573-1651)       | Maximiliaan I van Beieren (1573-1651)       | Maria Anna van Oostenrijk (1610-1665)   | Maria Anna van Oostenrijk (1610-1665)   | Maria Anna van Oostenrijk (1610-1665)   | Maria Anna van Oostenrijk (1610-1665)   | Maria Anna van Oostenrijk (1610-1665)          | Maria Anna van Oostenrijk (1610-1665)          |                                                |                                                | Victor Amadeus I van Savoye (1587–1637)        | Victor Amadeus I van Savoye (1587–1637)        | Victor Amadeus I van Savoye (1587–1637)      | Victor Amadeus I van Savoye (1587–1637)      | Victor Amadeus I van Savoye (1587–1637)      | Victor Amadeus I van Savoye (1587–1637)      | Christina van Frankrijk (1606-1663)          | Christina van Frankrijk (1606-1663)          | Christina van Frankrijk (1606-1663) | Christina van Frankrijk (1606-1663) | Christina van Frankrijk (1606-1663)                 | Christina van Frankrijk (1606-1663)                 |                                                     |                                                     | Jakub Sobieski (1591-1646)                          | Jakub Sobieski (1591-1646)                          | Jakub Sobieski (1591-1646) | Jakub Sobieski (1591-1646) | Jakub Sobieski (1591-1646)               | Jakub Sobieski (1591-1646)               | Zofia Teofillia Daniłowicz               | Zofia Teofillia Daniłowicz               | Zofia Teofillia Daniłowicz               | Zofia Teofillia Daniłowicz               | Zofia Teofillia Daniłowicz              | Zofia Teofillia Daniłowicz              |                                         |                                         | Henri-Albert de La Grange d'Arquien (1613-1707) | Henri-Albert de La Grange d'Arquien (1613-1707) | Henri-Albert de La Grange d'Arquien (1613-1707)          | Henri-Albert de La Grange d'Arquien (1613-1707)          | Henri-Albert de La Grange d'Arquien (1613-1707)          | Henri-Albert de La Grange d'Arquien (1613-1707)          | Françoise de La Châtre                                   | Françoise de La Châtre                                   | Françoise de La Châtre | Françoise de La Châtre | Françoise de La Châtre | Françoise de La Châtre |  |  |  |  |  |  |  |  |  |  |  |  |  |  |  |  |  |  |  |  |  |  |  |  |  |  |  |  |  |  |  |  |  |  |  |  |  |  |  |  |  |  |  |  |  |  |  |  |
| Maximiliaan I van Beieren (1573-1651)       | Maximiliaan I van Beieren (1573-1651)       | Maximiliaan I van Beieren (1573-1651)       | Maximiliaan I van Beieren (1573-1651)       | Maximiliaan I van Beieren (1573-1651)       | Maximiliaan I van Beieren (1573-1651)       | Maria Anna van Oostenrijk (1610-1665)   | Maria Anna van Oostenrijk (1610-1665)   | Maria Anna van Oostenrijk (1610-1665)   | Maria Anna van Oostenrijk (1610-1665)   | Maria Anna van Oostenrijk (1610-1665)          | Maria Anna van Oostenrijk (1610-1665)          |                                                |                                                | Victor Amadeus I van Savoye (1587–1637)        | Victor Amadeus I van Savoye (1587–1637)        | Victor Amadeus I van Savoye (1587–1637)      | Victor Amadeus I van Savoye (1587–1637)      | Victor Amadeus I van Savoye (1587–1637)      | Victor Amadeus I van Savoye (1587–1637)      | Christina van Frankrijk (1606-1663)          | Christina van Frankrijk (1606-1663)          | Christina van Frankrijk (1606-1663) | Christina van Frankrijk (1606-1663) | Christina van Frankrijk (1606-1663)                 | Christina van Frankrijk (1606-1663)                 |                                                     |                                                     | Jakub Sobieski (1591-1646)                          | Jakub Sobieski (1591-1646)                          | Jakub Sobieski (1591-1646) | Jakub Sobieski (1591-1646) | Jakub Sobieski (1591-1646)               | Jakub Sobieski (1591-1646)               | Zofia Teofillia Daniłowicz               | Zofia Teofillia Daniłowicz               | Zofia Teofillia Daniłowicz               | Zofia Teofillia Daniłowicz               | Zofia Teofillia Daniłowicz              | Zofia Teofillia Daniłowicz              |                                         |                                         | Henri-Albert de La Grange d'Arquien (1613-1707) | Henri-Albert de La Grange d'Arquien (1613-1707) | Henri-Albert de La Grange d'Arquien (1613-1707)          | Henri-Albert de La Grange d'Arquien (1613-1707)          | Henri-Albert de La Grange d'Arquien (1613-1707)          | Henri-Albert de La Grange d'Arquien (1613-1707)          | Françoise de La Châtre                                   | Françoise de La Châtre                                   | Françoise de La Châtre | Françoise de La Châtre | Françoise de La Châtre | Françoise de La Châtre |  |  |  |  |  |  |  |  |  |  |  |  |  |  |  |  |  |  |  |  |  |  |  |  |  |  |  |  |  |  |  |  |  |  |  |  |  |  |  |  |  |  |  |  |  |  |  |  |
|                                             |                                             |                                             |                                             |                                             |                                             |                                         |                                         |                                         |                                         |                                                |                                                |                                                |                                                |                                                |                                                |                                              |                                              |                                              |                                              |                                              |                                              |                                     |                                     |                                                     |                                                     |                                                     |                                                     |                                                     |                                                     |                            |                            |                                          |                                          |                                          |                                          |                                          |                                          |                                         |                                         |                                         |                                         |                                                 |                                                 |                                                          |                                                          |                                                          |                                                          |                                                          |                                                          |                        |                        |                        |                        |  |  |  |  |  |  |  |  |  |  |  |  |  |  |  |  |  |  |  |  |  |  |  |  |  |  |  |  |  |  |  |  |  |  |  |  |  |  |  |  |  |  |  |  |  |  |  |  |
|                                             |                                             |                                             |                                             | Ferdinand Maria van Beieren (1636-1679)     | Ferdinand Maria van Beieren (1636-1679)     | Ferdinand Maria van Beieren (1636-1679) | Ferdinand Maria van Beieren (1636-1679) | Ferdinand Maria van Beieren (1636-1679) | Ferdinand Maria van Beieren (1636-1679) |                                                |                                                |                                                |                                                |                                                |                                                | Henriëtte Adelheid van Savoye (1636-1676)    | Henriëtte Adelheid van Savoye (1636-1676)    | Henriëtte Adelheid van Savoye (1636-1676)    | Henriëtte Adelheid van Savoye (1636-1676)    | Henriëtte Adelheid van Savoye (1636-1676)    | Henriëtte Adelheid van Savoye (1636-1676)    |                                     |                                     |                                                     |                                                     |                                                     |                                                     |                                                     |                                                     |                            |                            | Jan III Sobieski (1629-1696)             | Jan III Sobieski (1629-1696)             | Jan III Sobieski (1629-1696)             | Jan III Sobieski (1629-1696)             | Jan III Sobieski (1629-1696)             | Jan III Sobieski (1629-1696)             |                                         |                                         |                                         |                                         |                                                 |                                                 | Marie Casimire Louise de la Grange d’Arquien (1641-1716) | Marie Casimire Louise de la Grange d’Arquien (1641-1716) | Marie Casimire Louise de la Grange d’Arquien (1641-1716) | Marie Casimire Louise de la Grange d’Arquien (1641-1716) | Marie Casimire Louise de la Grange d’Arquien (1641-1716) | Marie Casimire Louise de la Grange d’Arquien (1641-1716) |                        |                        |                        |                        |  |  |  |  |  |  |  |  |  |  |  |  |  |  |  |  |  |  |  |  |  |  |  |  |  |  |  |  |  |  |  |  |  |  |  |  |  |  |  |  |  |  |  |  |  |  |  |  |
|                                             |                                             |                                             |                                             | Ferdinand Maria van Beieren (1636-1679)     | Ferdinand Maria van Beieren (1636-1679)     | Ferdinand Maria van Beieren (1636-1679) | Ferdinand Maria van Beieren (1636-1679) | Ferdinand Maria van Beieren (1636-1679) | Ferdinand Maria van Beieren (1636-1679) |                                                |                                                |                                                |                                                |                                                |                                                | Henriëtte Adelheid van Savoye (1636-1676)    | Henriëtte Adelheid van Savoye (1636-1676)    | Henriëtte Adelheid van Savoye (1636-1676)    | Henriëtte Adelheid van Savoye (1636-1676)    | Henriëtte Adelheid van Savoye (1636-1676)    | Henriëtte Adelheid van Savoye (1636-1676)    |                                     |                                     |                                                     |                                                     |                                                     |                                                     |                                                     |                                                     |                            |                            | Jan III Sobieski (1629-1696)             | Jan III Sobieski (1629-1696)             | Jan III Sobieski (1629-1696)             | Jan III Sobieski (1629-1696)             | Jan III Sobieski (1629-1696)             | Jan III Sobieski (1629-1696)             |                                         |                                         |                                         |                                         |                                                 |                                                 | Marie Casimire Louise de la Grange d’Arquien (1641-1716) | Marie Casimire Louise de la Grange d’Arquien (1641-1716) | Marie Casimire Louise de la Grange d’Arquien (1641-1716) | Marie Casimire Louise de la Grange d’Arquien (1641-1716) | Marie Casimire Louise de la Grange d’Arquien (1641-1716) | Marie Casimire Louise de la Grange d’Arquien (1641-1716) |                        |                        |                        |                        |  |  |  |  |  |  |  |  |  |  |  |  |  |  |  |  |  |  |  |  |  |  |  |  |  |  |  |  |  |  |  |  |  |  |  |  |  |  |  |  |  |  |  |  |  |  |  |  |
|                                             |                                             |                                             |                                             |                                             |                                             |                                         |                                         |                                         |                                         | Maximiliaan II Emanuel van Beieren (1662-1726) | Maximiliaan II Emanuel van Beieren (1662-1726) | Maximiliaan II Emanuel van Beieren (1662-1726) | Maximiliaan II Emanuel van Beieren (1662-1726) | Maximiliaan II Emanuel van Beieren (1662-1726) | Maximiliaan II Emanuel van Beieren (1662-1726) |                                              |                                              |                                              |                                              |                                              |                                              |                                     |                                     |                                                     |                                                     |                                                     |                                                     |                                                     |                                                     |                            |                            |                                          |                                          |                                          |                                          |                                          |                                          | Theresia Kunigunde Sobieska (1676-1730) | Theresia Kunigunde Sobieska (1676-1730) | Theresia Kunigunde Sobieska (1676-1730) | Theresia Kunigunde Sobieska (1676-1730) | Theresia Kunigunde Sobieska (1676-1730)         | Theresia Kunigunde Sobieska (1676-1730)         |                                                          |                                                          |                                                          |                                                          |                                                          |                                                          |                        |                        |                        |                        |  |  |  |  |  |  |  |  |  |  |  |  |  |  |  |  |  |  |  |  |  |  |  |  |  |  |  |  |  |  |  |  |  |  |  |  |  |  |  |  |  |  |  |  |  |  |  |  |
|                                             |                                             |                                             |                                             |                                             |                                             |                                         |                                         |                                         |                                         | Maximiliaan II Emanuel van Beieren (1662-1726) | Maximiliaan II Emanuel van Beieren (1662-1726) | Maximiliaan II Emanuel van Beieren (1662-1726) | Maximiliaan II Emanuel van Beieren (1662-1726) | Maximiliaan II Emanuel van Beieren (1662-1726) | Maximiliaan II Emanuel van Beieren (1662-1726) |                                              |                                              |                                              |                                              |                                              |                                              |                                     |                                     |                                                     |                                                     |                                                     |                                                     |                                                     |                                                     |                            |                            |                                          |                                          |                                          |                                          |                                          |                                          | Theresia Kunigunde Sobieska (1676-1730) | Theresia Kunigunde Sobieska (1676-1730) | Theresia Kunigunde Sobieska (1676-1730) | Theresia Kunigunde Sobieska (1676-1730) | Theresia Kunigunde Sobieska (1676-1730)         | Theresia Kunigunde Sobieska (1676-1730)         |                                                          |                                                          |                                                          |                                                          |                                                          |                                                          |                        |                        |                        |                        |  |  |  |  |  |  |  |  |  |  |  |  |  |  |  |  |  |  |  |  |  |  |  |  |  |  |  |  |  |  |  |  |  |  |  |  |  |  |  |  |  |  |  |  |  |  |  |  |
|                                             |                                             |                                             |                                             |                                             |                                             |                                         |                                         |                                         |                                         |                                                |                                                |                                                |                                                |                                                |                                                |                                              |                                              |                                              |                                              |                                              |                                              |                                     |                                     |                                                     |                                                     |                                                     |                                                     |                                                     |                                                     |                            |                            |                                          |                                          |                                          |                                          |                                          |                                          |                                         |                                         |                                         |                                         |                                                 |                                                 |                                                          |                                                          |                                                          |                                                          |                                                          |                                                          |                        |                        |                        |                        |  |  |  |  |  |  |  |  |  |  |  |  |  |  |  |  |  |  |  |  |  |  |  |  |  |  |  |  |  |  |  |  |  |  |  |  |  |  |  |  |  |  |  |  |  |  |  |  |
|                                             |                                             |                                             |                                             |                                             |                                             |                                         |                                         |                                         |                                         |                                                |                                                |                                                |                                                |                                                |                                                |                                              |                                              |                                              |                                              |                                              |                                              |                                     |                                     |                                                     |                                                     |                                                     |                                                     |                                                     |                                                     |                            |                            |                                          |                                          |                                          |                                          |                                          |                                          |                                         |                                         |                                         |                                         |                                                 |                                                 |                                                          |                                                          |                                                          |                                                          |                                                          |                                                          |                        |                        |                        |                        |  |  |  |  |  |  |  |  |  |  |  |  |  |  |  |  |  |  |  |  |  |  |  |  |  |  |  |  |  |  |  |  |  |  |  |  |  |  |  |  |  |  |  |  |  |  |  |  |
| Maria Anna Caroline van Beieren (1696-1750) | Maria Anna Caroline van Beieren (1696-1750) | Maria Anna Caroline van Beieren (1696-1750) | Maria Anna Caroline van Beieren (1696-1750) | Maria Anna Caroline van Beieren (1696-1750) | Maria Anna Caroline van Beieren (1696-1750) |                                         |                                         | Karel VII Albrecht (1697-1745)          | Karel VII Albrecht (1697-1745)          | Karel VII Albrecht (1697-1745)                 | Karel VII Albrecht (1697-1745)                 | Karel VII Albrecht (1697-1745)                 | Karel VII Albrecht (1697-1745)                 |                                                |                                                | Filips Maurits Maria van Beieren (1698-1719) | Filips Maurits Maria van Beieren (1698-1719) | Filips Maurits Maria van Beieren (1698-1719) | Filips Maurits Maria van Beieren (1698-1719) | Filips Maurits Maria van Beieren (1698-1719) | Filips Maurits Maria van Beieren (1698-1719) |                                     |                                     | Ferdinand Maria Innocentius van Beieren (1699-1738) | Ferdinand Maria Innocentius van Beieren (1699-1738) | Ferdinand Maria Innocentius van Beieren (1699-1738) | Ferdinand Maria Innocentius van Beieren (1699-1738) | Ferdinand Maria Innocentius van Beieren (1699-1738) | Ferdinand Maria Innocentius van Beieren (1699-1738) |                            |                            | Clemens August I van Beieren (1700-1761) | Clemens August I van Beieren (1700-1761) | Clemens August I van Beieren (1700-1761) | Clemens August I van Beieren (1700-1761) | Clemens August I van Beieren (1700-1761) | Clemens August I van Beieren (1700-1761) |                                         |                                         | Johan Theodoor van Beieren (1703-1763)  | Johan Theodoor van Beieren (1703-1763)  | Johan Theodoor van Beieren (1703-1763)          | Johan Theodoor van Beieren (1703-1763)          | Johan Theodoor van Beieren (1703-1763)                   | Johan Theodoor van Beieren (1703-1763)                   |                                                          |                                                          | 4 broers                                                 | 4 broers                                                 | 4 broers               | 4 broers               | 4 broers               | 4 broers               |  |  |  |  |  |  |  |  |  |  |  |  |  |  |  |  |  |  |  |  |  |  |  |  |  |  |  |  |  |  |  |  |  |  |  |  |  |  |  |  |  |  |  |  |  |  |  |  |

- Gemeinsame Normdatei: 119504979
- International Standard Name Identifier: 0000 0000 6130 6880
- Library of Congress Control Number: no2013140393
- Système universitaire de documentation: 225345331
- Virtual International Authority File: 10657416
- WorldCat: E39PBJwtqYHJh8bCpYpgQdPvpP